# Kanton Saint-Chaptes

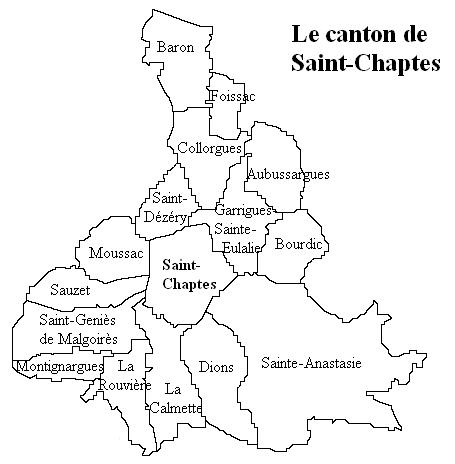
Kanton Saint-Chaptes

Der Kanton Saint-Chaptes war bis 2015 ein französischer Wahlkreis im Arrondissement Nîmes, im Département Gard und in der Region Languedoc-Roussillon. Er hatte den Hauptort Saint-Chaptes und wurde 2015 im Rahmen einer landesweiten Neugliederung der Kantone aufgelöst.

## Gemeinden
Der Kanton umfasste Wahlberechtigte aus 16 Gemeinden:
| Gemeinde                  | Einwohner Jahr | Fläche km² | Bevölkerungsdichte | Code INSEE | Postleitzahl |
| ------------------------- | -------------- | ---------- | ------------------ | ---------- | ------------ |
| Aubussargues              | 330 (2013)     | 8,52       | 39 Einw./km²       | 30021      | 30190        |
| Baron                     | 353 (2013)     | 10,06      | 35 Einw./km²       | 30030      | 30700        |
| Bourdic                   | 398 (2013)     | 7,34       | 54 Einw./km²       | 30049      | 30190        |
| La Calmette               | 2047 (2013)    | 11,1       | 184 Einw./km²      | 30061      | 30190        |
| Collorgues                | 550 (2013)     | 9,27       | 59 Einw./km²       | 30086      | 30190        |
| Dions                     | 598 (2013)     | 11,32      | 53 Einw./km²       | 30102      | 30190        |
| Foissac                   | 418 (2013)     | 3,8        | 110 Einw./km²      | 30111      | 30700        |
| Garrigues-Sainte-Eulalie  | 764 (2013)     | 10         | 76 Einw./km²       | 30126      | 30190        |
| Montignargues             | 622 (2013)     | 4,46       | 139 Einw./km²      | 30180      | 30190        |
| Moussac                   | 1338 (2013)    | 7,4        | 181 Einw./km²      | 30184      | 30190        |
| La Rouvière               | 587 (2013)     | 7,9        | 74 Einw./km²       | 30224      | 30190        |
| Sainte-Anastasie          | 1.672 (2013)   | 43,64      | 38 Einw./km²       | 30228      | 30190        |
| Saint-Chaptes             | 1762 (2013)    | 13,07      | 135 Einw./km²      | 30241      | 30190        |
| Saint-Dézéry              | 411 (2013)     | 6,01       | 68 Einw./km²       | 30248      | 30190        |
| Saint-Geniès-de-Malgoirès | 2957 (2013)    | 11,54      | 256 Einw./km²      | 30255      | 30190        |
| Sauzet                    | 718 (2013)     | 6,7        | 107 Einw./km²      | 30313      | 30190        |